# はぎのみほ
はぎの みほ（萩野 美穂、1970年 - ）は、北海道室蘭市生まれ、メキシコ合衆国メキシコシティ在住の日本人美術家である。

## 人物・経歴
北海学園大学法学部法律学科にて国際私法を欧龍雲に師事した。1996年にメキシコ国立自治大学芸術学部絵画学科に入学。2001年、インターメディウム研究所にて現代美術を専攻。現在はメキシコシティに在住し、インスタレーションや写真作品の制作と発表やワークショップなどで同国を中心に活動中。地理的、歴史的、身体的、アイデンティティ的または社会環境により隔離された個人に傾注しながら、人間の本質そして大衆の中の個人についての探求を行っている。
主な作品に、BLUE PIANO（高橋アキとのコラボレーション）、プロジェクト・ハポン-きおくのなかのくに-（Proyecto JAPÓN-Un país en las memorias-、タロウ・ソリージャとのコラボレーション）などがある。
近年は肖像写真及び風景写真を中心に作品を発表している。肖像写真の制作時には対象者である共同体に長期に渡って関わるように意図している。主な写真作品にメキシコ在住の111名の日系人のインタビューを元に制作された「きおくのなかのくに」(タロウ・ソリージャとのコラボレーション、2009-2013)、メキシコのオアハカ州に在住するサポテカ族の性的マイノリティを対象にした「フチタンのムシェ」（2015-）など。
またメキシコシティを中心に、芸術を用いて社会とパブリックスペースに介入することによって、より良い生活を目指す非営利団体ソーシャルランドスケープ基金（Fundación Paisaje Social）のディレクター。この活動に関連して、日本やメキシコにて人間の関係を再生するためのアートワークショップを社会的弱者、貧困層の若者や老人のシェルターに長期にわたって定期的に届け、対象者の内部からポジティブな変化を即すための活動を行なっている。2017年9月に起こったメキシコでの震災後は若いアーティストたちが緊急時に市民を対象にアートワークショップを行えるよう、トレーニングプログラム（Laboratorio FPS）を基金のメンバーと共に実施している。

## キュレーターとしての活動
これまで焦点の当たることの少なかったアメリカ大陸における日本人及び日系人アーティストの特徴を的確に指摘しながら積極的に紹介している。
- 2010年 - 「クリスタルジャングル、メキシコにおける日本人アーティストの周辺世界」展、メキシコ国立自治大学チョポ美術館、メキシコシティ
- 2013年 - 「クリスタルジャングル、メキシコにおける日本人アーティストの周辺世界」巡回展、グランガレリア美術館、ゲレロ州アカプルコ市、メキシコ
- 2017年 - 「セレナイトガーデン、メキシコと日本をつなぐ現代美術」展、フランツメイヤー博物館、メキシコシティ
- 2017年 - 「セレナイトガーデン、メキシコと日本をつなぐ現代美術」巡回展、グアナファト歴史芸術博物館、グアナファト州レオン市、メキシコ
- 2017年 - 「トランスパシフィックボーダーランズ、リマ、ロサンジェルス、メキシコシティとサンパウロにおける日本人ディアスポラアート」展、日本アメリカ国立博物館、ロサンジェルス

2018年10月よりアフリカのコートジボワールで始まる森林環境をテーマに行われるアビジャングリーンアーツビエンナーレの教育プログラムへの協力を行った。

## 受賞歴
- 2002年 - ヤングビデオアーティストイニシアティブ、森アートセンター入選
- 2001年 - アートスカラーシップ、南條史生部門入選